# Alex Hugo
Alex Hugo és una sèrie de televisió francesa policial creada per Franck Thilliez i Nicolas Tackian el primer episodi de la qual, «La mort i la bona vida», és una adaptació de l'única novel·la del poeta estatunidenc Richard F. Hugo. El 2021 es va estrenar el doblatge en valencià a À Punt.

## Sinopsi

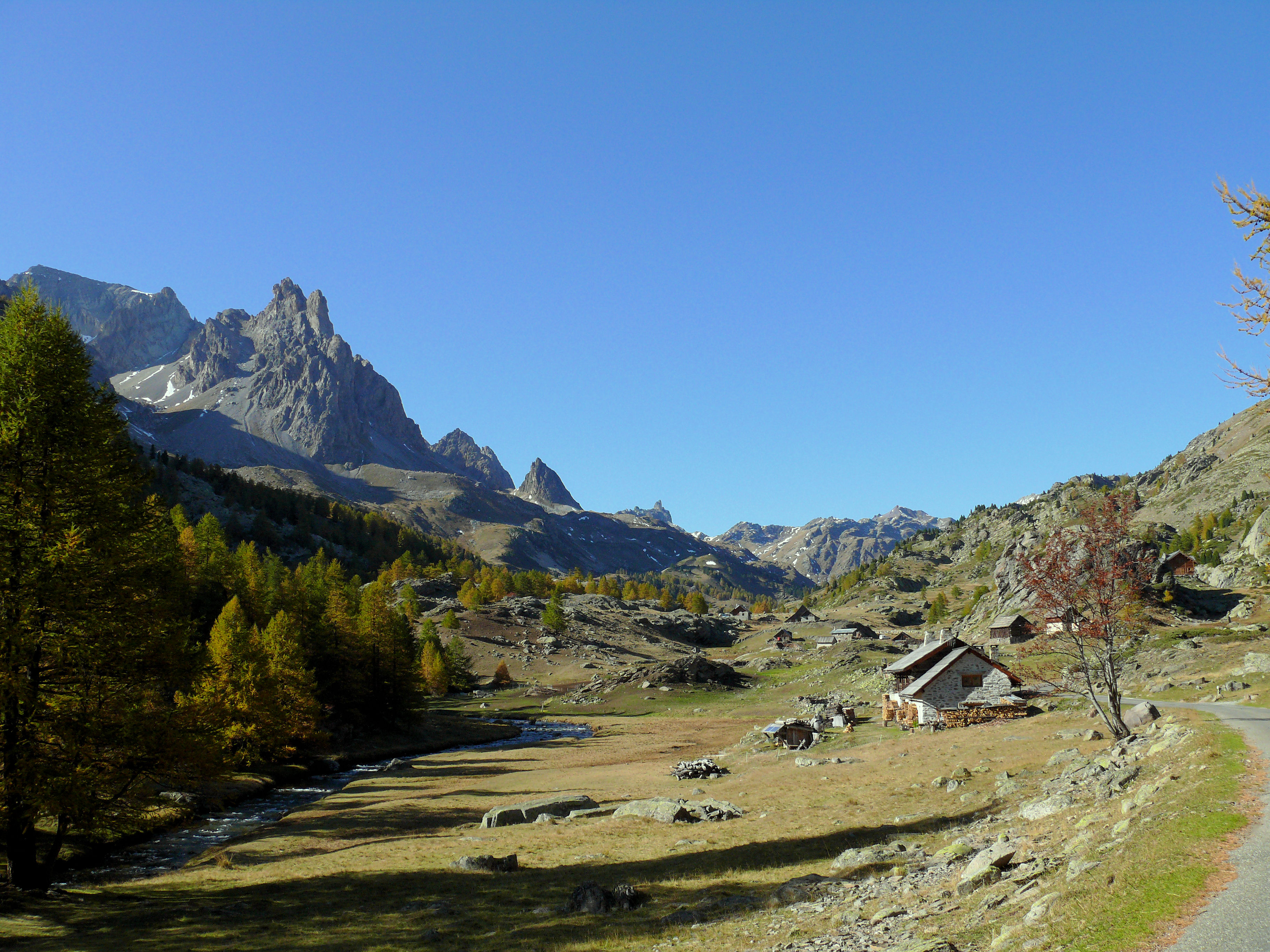
Vall de la Clarée, lloc d'ambientació de la trama.

L'expolicia de Marsella, Alex Hugo, sobrenomenat "La tendresa", opta per abandonar la ciutat i una violència que ja no podia suportar per aïllar-se a la muntanya, impulsat per la seva necessitat de llibertat. Ara ocupa un càrrec en una policia rural i gaudeix d'una tranquil·litat a la qual fins aleshores no estava acostumat.

## Premis i reconeixements
- Festival TV de Luishon 2018: Premi del públic per a l'episodi «Marche ou crève».

## Llista d'episodis

### Pilot
| Núm. total | Núm. de la temporada | Títol                    | Direcció      | Guió                              | Data d'emissió original                                     | Data d'emissió a À Punt |
| --- | -------------------- | ------------------------ | ------------- | --------------------------------- | ----------------------------------------------------------- | ----------------------- |
| 1 | 1                    | «La mort i la bona vida» | Pierre Isoard | Nicolas Tackian i Franck Thilliez | 14 de març de 2014 (RTS Deux) 19 de març de 2014 (France 2) | 10 d'abril de 2021      |
| La troballa d'un cos a la vora d'un torrent pertorba la vida tranquil·la d'Alex Hugo, aquesta violència és molt rara en la zona. Molt ràpidament "l'assassí de la destral" és capturat, però un imitador s'aprofita per a imitar la manera d'operar d'aquest criminal i assassinar al director d'una formatgeria. Alex prompte s'adona que aquest assassinat pot estar relacionat amb un cas de Marsella de fa quinze anys. |                      |                          |               |                                   |                                                             |                         |

### Temporada 1 (2015)
| Núm. total | Núm. de la temporada | Títol                   | Direcció         | Guió                              | Data d'emissió original          | Data d'emissió a À Punt |
| --- | -------------------- | ----------------------- | ---------------- | --------------------------------- | -------------------------------- | ----------------------- |
| 2 | 1                    | «Com una au sense ales» | Olivier Langlois | Nicolas Tackian i Franck Thilliez | 2 de setembre de 2015 (France 2) | 17 d'abril de 2021      |
| Lisa Leblanc fent pònting a mort. Tot apunta a un suïcidi, però molt ràpidament Alex Hugo, que coneix a la jove, s'adona que podia haver sigut espentada a fer-lo. A més, algú sembla haver filmat la caiguda molt de prop. Els dubtes d'Alex es confirmen quan s'adona que una altra dona s'ha llevat la vida amb un parapent als afores de Marsella fa unes setmanes. |                      |                         |                  |                                   |                                  |                         |
| 3 | 2                    | «La caça»               | Pierre Isoard    | Nicolas Tackian i Franck Thilliez | 9 de setembre de 2015 (France 2) | 24 d'abril de 2021      |
| Els trets ressonen a les muntanyes: la vall de Lausana està a punt de donar la benvinguda a la caça de llops. Mentre el llogaret està en crisi per a preparar l'esdeveniment, es descobreixen misteriosos ossos humans en una cova. Aquests són de William Delapierre, un jove sense família que va ser executat fredament amb una bala en el crani i després abandonat a les muntanyes. Alex Hugo està convençut que el cas amaga un misteri més complex que una venjança. El descobriment d'un adolescent salvatge, perdut en el bosc, li dona raó. |                      |                         |                  |                                   |                                  |                         |

### Temporada 2 (2016)
| Núm. total | Núm. de la temporada | Títol            | Direcció         | Guió                          | Data d'emissió original                                        | Data d'emissió a À Punt |
| --- | -------------------- | ---------------- | ---------------- | ----------------------------- | -------------------------------------------------------------- | ----------------------- |
| 4 | 1                    | «Sol negre»      | Pierre Isoard    | Pierre Isoard i Julien Guérif | 27 de febrer de 2016 (RTS Un) 7 de setembre de 2016 (France 2) | 1 de maig de 2021       |
| A última hora de la vesprada els xiquets del campament d'estiu de Lusagne tornen de la seua caminada per la muntanya. Una de les xiquetes, Justine ha desaparegut i la seua instructora Marianne Helme la cerca. Alex i Angelo immediatament mobilitzen voluntaris i descobreixen amb terror el cos de Marianne però sense rastre de Justine. Les sospites cauen sobre Jérémy Raveau, una persona estranya que subsisteix gràcies a treballs ocasionals. |                      |                  |                  |                               |                                                                |                         |
| 5 | 2                    | «La dama blanca» | Olivier Langlois | Anne Rambach i Marine Rambach | 5 de maig de 2016 (RTS Un) 14 de setembre de 2016 (France 2)   | 8 de maig de 2021       |
| De matinada a la muntanya, un automòbil té un accident. El passatger, Pierre Clément, amo d'un restaurant de Lusagne mor. Un testimoni diu que va veure una forma blanca dins del vehicle i després la va veure desaparéixer. Alex Hugo descobreix que una altra aparició de la "Dama Blanca" va tindre lloc ací uns anys abans. |                      |                  |                  |                               |                                                                |                         |

### Temporada 3 (2017)
| Núm. total | Núm. de la temporada | Títol                   | Direcció          | Guió                              | Data d'emissió original                                       | Data d'emissió a À Punt |
| --- | -------------------- | ----------------------- | ----------------- | --------------------------------- | ------------------------------------------------------------- | ----------------------- |
| 6 | 1                    | «Els amants de Llevant» | Olivier Langlois  | Nicolas Tackian i Franck Thilliez | 6 de setembre de 2017 (France 2)                              | 2 d'agost de 2024       |
| Alex Hugo troba els cadàvers d'Isabelle i Antoine Lefort en un refugi de muntanya. Ella patia una malaltia incurable i tots dos van decidir deixar de viure.                                                                                                 |                      |                         |                   |                                   |                                                               |                         |
| 7 | 2                    | «A la carretera»        | Philippe Bérenger | Anne Rambach i Marine Rambach     | 13 de setembre de 2017 (France 2)                             | 5 d'agost de 2024       |
| Un adolescent de Lusagne resulta ferit durant el robatori al banc del poble del costat. Poc de temps després, assassinen una dona. A mesura que una psicosi s'apodera de Lusagne, es rumoreja que la culpa la té un campament de motociclistes.              |                      |                         |                   |                                   |                                                               |                         |
| 8 | 3                    | «L'home perdut»         | Pierre Isoard     | Julien Guérif i Pierre Isoard     | 17 de març de 2017 (RTS Un) 20 de setembre de 2017 (France 2) | 7 d'agost de 2024       |
| La tardor impregna Lusagne. Els colors càlids i bonics banyen les muntanyes i les temperatures comencen a baixar. Alex està escalant quan una explosió el sorprén i el deixa inconscient sota una massa de gel i roques. Un misteriós desconegut el salvarà. |                      |                         |                   |                                   |                                                               |                         |

### Temporada 4 (2018)
| Núm. total | Núm. de la temporada | Títol                                 | Direcció         | Guió                              | Data d'emissió original                                                                      | Data d'emissió a À Punt |
| --- | -------------------- | ------------------------------------- | ---------------- | --------------------------------- | -------------------------------------------------------------------------------------------- | ----------------------- |
| 9 | 1                    | «Camina o rebenta»                    | Olivier Langlois | Nicolas Tackian i Franck Thilliez | 12 de gener de 2018 (RTS Un) 26 d'agost de 2018 (La Une) 29 d'agost de 2018 (France 2)       | 8 d'agost de 2024       |
| Mentre Alex Hugo descendeix en caiac per un riu, veu un home caure des de l'alt de les goles. La víctima estava a punt de participar en una prova de selecció molt difícil. Alex està convençut que es tracta d'un assassinat.                                     |                      |                                       |                  |                                   |                                                                                              |                         |
| 10 | 2                    | «En la prosperitat i en l'adversitat» | Muriel Aubin     | Gilles Cahoreau i Nathalie Hugon  | 2 de setembre de 2018 (La Une) 5 de setembre de 2018 (France 2)                              | 12 d'agost de 2024      |
| Alex Hugo és el padrí de la boda de Juliette, que es casa amb Martin en presència d'un públic emocionat en una xicoteta capella aïllada en el cor de la muntanya. Es produeixen tirs, i Alex i el promés acaben ferits. Qui vol matar Martin i què estava amagant? |                      |                                       |                  |                                   |                                                                                              |                         |
| 11 | 3                    | «La que perdona»                      | Sylvie Ayme      | Ivan Piettre i Eric Eider         | 20 d'abril de 2018 (RTS Un) 9 de setembre de 2018 (La Une) 12 de setembre de 2018 (France 2) | 13 d'agost de 2024      |
| Alex Hugo observa impotent com segresten una jove. Audrey és la filla d'un dels seus amics, que va morir salvant-li la vida. Mentre intenta comprendre millor la personalitat de la jove, es preocupa cada vegada més per descobrir el seu grau de radicalització. |                      |                                       |                  |                                   |                                                                                              |                         |

### Temporada 5 (2019)
| Núm. total | Núm. de la temporada | Títol                 | Direcció         | Guió                              | Data d'emissió original                                                                   | Data d'emissió a À Punt |
| --- | -------------------- | --------------------- | ---------------- | --------------------------------- | ----------------------------------------------------------------------------------------- | ----------------------- |
| 12 | 1                    | «L'excursió salvatge» | Pierre Isoard    | Julien Guérif i Pierre Isoard     | 12 de gener de 2019 (RTS Un) 24 d'agost de 2019 (La Une) 28 d'agost de 2019 (France 2)    | 16 d'agost de 2024      |
| Alex accepta trobar els dos fills xicotets d'una parella que sempre està barallant-se. Al mateix temps, en un llac pròxim, troben el cos d'una dona assassinada per una bala de 9 mm. Alex prompte descobreix que el major dels dos fills ha agafat una arma automàtica d'este calibre.                                   |                      |                       |                  |                                   |                                                                                           |                         |
| 13 | 2                    | «Memòria morta»       | Thierry Petit    | Nicolas Tackian i Franck Thilliez | 19 de gener de 2019 (RTS Un) 31 d'agost de 2019 (La Une) 4 de setembre de 2019 (France 2) | 19 d'agost de 2024      |
| Cau el vespre a les muntanyes. Alex Hugo corre per una senda i li sagnen les mans. Torna al seu cotxe i es veu involucrat en un accident de trànsit. Desperta a l'hospital i pateix amnèsia: Alex no recorda els últims sis mesos de la seua vida.                                                                        |                      |                       |                  |                                   |                                                                                           |                         |
| 14 | 3                    | «L'estrangera»        | Olivier Langlois | Lorène Delannoy                   | 7 de setembre de 2019 (La Une) 11 de setembre de 2019 (France 2)                          | 20 d'agost de 2024      |
| És un gran dia a Lusagne: l'equip local d'hoquei sobre gel està en semifinals i tot el poble està allí per a donar-li suport. Al mateix temps, a la muntanya, una jove negra, perseguida i afusellada, cau al fons d'un barranc. L'endemà, Alex i Angelo troben un bebé adorable dins d’un cabàs davant de la comissaria. |                      |                       |                  |                                   |                                                                                           |                         |

### Temporada 6 (2020)
| Núm. total | Núm. de la temporada | Títol                   | Direcció         | Guió                                                  | Data d'emissió original                                                                       | Data d'emissió a À Punt |
| --- | -------------------- | ----------------------- | ---------------- | ----------------------------------------------------- | --------------------------------------------------------------------------------------------- | ----------------------- |
| 15 | 1                    | «Dia de còlera»         | Pierre Isoard    | Julien Guérif i Pierre Isoard                         | 17 de gener de 2020 (RTS Un) 3 de març de 2020 (La Une) 9 de març de 2020 (France 2)          | 21 d'agost de 2024      |
| El sergent Leblanc desapareix sobtadament, deixant una estranya inscripció, "99 XP", gravada en la seua targeta policial. Al mateix temps, dos adolescents estan a punt de patir una sobredosi després de consumir droga sintètica. A l'hospital afirmen que l’han trobada a la muntanya. |                      |                         |                  |                                                       |                                                                                               |                         |
| 16 | 2                    | «Les racines du mal»    | Olivier Langlois | Franck Thilliez i Nicolas Tackian                     | 10 de març de 2020 (RTS Un) 29 d'agost de 2020 (La Une) 2 de setembre de 2020 (France 2)      | Sense anunciar          |
| 17 | 3                    | «Le prix de la liberté» | Muriel Aubin     | Julien Guérif                                         | 17 de març de 2020 (RTS Un) 5 de setembre de 2020 (La Une) 9 de setembre de 2020 (France 2)   | Sense anunciar          |
| 18 | 4                    | «Un rêve impossible»    | Thierry Petit    | Nicolas Tackian, Véronique Lecharpy i Franck Thilliez | 24 de març de 2020 (RTS Un) 12 de setembre de 2020 (La Une) 23 de setembre de 2020 (France 2) | Sense anunciar          |